# 로더릭 스트롱
로더릭 스트롱(Roderick Strong, 1983년 7월 26일 ~ )은 본명은 크리스토퍼 리인드지(Chris Lindsey)다. 미국의 남자 프로레슬링선수다. 2000년 프로레슬링 입문으로 키는 179cm(5 ft 10 in)에다가 몸무게는 94kg(207 lb)이다. 피니쉬는 점핑 하이 니, 엔드 어브 하아테익/스트롱 브레이커(버티컬 수플렉스 팔로우 더블 니 백브레이커), 식 킥(런닝 섬머솔트 드롭킥), 스트롱 홀드(리프팅 보스턴 크랩 위드 어 니 투 더 백 오어 스트레이트 재킷 초크)로 사용을 한다. 현재 NXT에 있는 스테이블인 언디스퓨티드 에라에서 활동 중이다.

## Professional wrestling highlights
- Finishing moves
  - Jumping high knee - 2015 (ROH); used as a characteristic move in WWE
  - End of Heartache / Strong Breaker (Vertical suplex followed by a double knee backbreaker)
  - Sick Kick (Running somersault dropkick)
  - Strong Hold (Lifting boston crab with a knee to the back or straight jacket choke) - 2018-present; used previously as a characteristic move
- Signature movers
  - Diving elbow drop
  - Double leg slam
  - Gibson Driver (Tiger driver) - adopted by James Gibson
  - Jumping STO
  - Multiple backbreaker variations
    - Argentine
    - Belly to back
    - Canadian

  - Multiple kick variations
    - Power–Breaker (Powerbomb onto the knee)
    - Running front
    - Capture suplex onto the knee
    - Spinning crane
    - Strong Breaker II (Backbreaker rack double knee)

  - Overhead double underhook suplex
  - Reverse cloverleaf, sometimes with bodyscissors
  - Sitout suplex slam
  - Slingshot vertical suplex powerslam
- Manager
  - Jade Chung
  - Ron Niemi
  - Socal Val
  - Paul London
  - Truth Martini
- Nickname
  - "The Messiah of the Backbreaker"
  - "Mr. Ring of Honor/ROH"
- Entrance themes
  - "5 Minutes Alone" of the Panther
  - "Did My Time" by Korn
  - "Amazing" by Dale Oliver (TNA)
  - "A Victim, A Target" by Misery Signals
  - "Emofarm" by Eliot Purse and Judson F. Snell (ROH; used as a member of the Decade)
  - "Gallantry" by CFO$ (NXT; 19 October 2016-21 December 2016)
  - "Next Level (V1)" by CFO$ (NXT; 18 January 2017-23 September 2017)
  - "Next Level (V2)" by CFO$ (NXT; 30 September 2017-7 April 2018)
  - "Shock the System" by CFO$ (NXT; 7 April 2018-present; used as a member of the Undisputed Era)

## 수상
- AWF 월드 헤비웨이트 챔피언 (1회)
- NWA 월드 플로리다 X 디비젼웨이트 챔피언 (3회)
- FIP 월드 태그팀웨이트 챔피언 (2회) - 에릭 스티븐스 (1회), 리치 스완 (1회)
- FIP 월드 헤비웨이트 챔피언 (3회)
- FEW 월드 헤비웨이트 챔피언 (1회)
- IPW 월드 플로리다 유니파이드 크루저웨이트 챔피언 (1회)
- IPW 월드 태그팀웨이트 챔피언 (1회) - 세드릭 스트롱
- IWA 월드 이스트 코스트 헤비웨이트 챔피언 (1회)
- 레볼루션 스트롱 스타일 토너먼트 (2008)
- LWF 월드 헤비웨이트 챔피언 (1회)
- PWX 태그팀웨이트 챔피언 (1회) - 에디 에드워즈
- PWG 월드 챔피언 (1회)
- PWG 월드 태그팀웨이트 챔피언 (3회) - 데이비 리처즈 (1회), PAC (1회), 잭 에반스 (1회)
- 다이너마이트 두엄버럿 태그팀웨이트 타이틀 토너먼트 (2007) - PAC
- 다이너마이트 두엄버럿 태그팀웨이트 타이틀 토너먼트 (2008) - 잭 에반스
- PWI 랭크드 힘 #13 오브 더 탑 500 싱글즈 레슬링 인 더 PWI 500 인 2011 앤드 2016
- 니판 TV 컵 주니어 헤비웨이트 태그 리그 아웃스탠딩 퍼포어먼스 어워즈 (2010) - 에디 에드워즈
- ROH 월드 헤비웨이트 챔피언 (1회)
- ROH 월드 태그팀웨이트 챔피언 (1회) - 오스틴 에리스
- ROH 월드 텔레비웨이트 챔피언 (2회)
- 아너 컨틀릿 (2010)
- 토론토 컨틀릿 (2010)
- 세컨드 트리플 크라운 챔피언
- 매치 오브 더 이열 (2006) - 잭 에반스 vs 슈퍼 드래곤 앤드 데이비 리처즈 2006년 3월 4일 프로레슬링 개릴라
- 매치 오브 더 이열 (2013) - 에디 에드워즈 vs 이너 시티 머신 건스(리치 스완 앤드 리코셰) 앤드 영 벅스(맷 잭슨 앤드 닉 잭슨) 온 2013년 8월 9일
- SFCW 월드 헤비웨이트 챔피언 (1회)
- SFCW 월드 태그팀웨이트 챔피언 (1회) - 저스턴 베넘
- WWE NXT 월드 노스아메리칸웨이트 챔피언 (1회)
- WWE NXT 월드 태그팀웨이트 챔피언 (2회) - 바비 피쉬, 애덤 콜 앤드 카일 오라일리 (1회) 앤드 카일 오라일리 (1회)
- WWE NXT 크루저웨이트 챔피언 (1회)
- WWE NXT 이얼 엔드 어워즈 포 태그팀 오브 더 이열 (2018) - 카일 오라일리
- AEW 인터내셔널 챔피언 (1회)